# Revue GLAD!
Pour les articles homonymes, voir Glad.
La revue GLAD! est une revue semestrielle numérique diffusée en libre accès, depuis 2016. Elle publie des travaux scientifiques, artistiques et politiques articulant recherches sur le genre et les sexualités et recherches sur le langage. La revue est éditée par l’association Genres, sexualités, langage.

## Rédaction et édition

### Association GSL
L'association à l'origine de la revue a pour ambition de créer un espace de recherche autour des articulations possible entre genre (gender) et langage. Le langage est appréhendé en tant qu'ensemble de pratiques multisémiotiques — parole, textes, conduites corporelles en interaction — socialement situé et historiquement ancré.
Pour aborder le genre, leur position est proche de celle de Judith Butler qui le définit comme un dispositif « par lequel les notions de masculin et de féminin sont produites et naturalisées, mais il pourrait très bien être le dispositif par lequel ces termes sont déconstruits et dénaturalisés ».

### Comité de rédaction
Le comité de rédaction à l'origine du projet comprenait Julie Abbou (ATER en sciences du langage, Université de Lorraine), Maria Candea (MCF en science du langage, Paris 3), Natacha Chetcuti-Osorovitz (docteure en sociologie), Alice Coutant (doctorante en science du langage, Paris 5), Béatrice Fracchiolla (PR en sciences du langage, Université de Lorraine), Mona Gérardin-Laverge (doctorante en philosophie, Paris 1 – Centre de Philosophie contemporaine de la Sorbonne), Stavroula Katsiki (MCF en sciences du langage, Paris 8 – Transferts critiques et dynamique des savoirs), Noémie Marignier (doctorante en sciences du langage, Paris 3 – CLESTHIA, Paris 13 – Pleiade), Lucy Michel (doctorante en sciences du langage, Université de Bourgogne – CPTC) et Charlotte Thevenet (doctorante en littérature, University College London – School of European Languages, Culture and Society).

### Intentions de la revue
Paru en juin 2017, le numéro deux de la revue présente des résumés de thèses récemment soutenues et des comptes rendus d'ouvrages nouvellement publiés. Le numéro défend l’exploration de nouveaux formats de construction et de diffusion des savoirs. Aux trois rubriques existantes « Recherches », « Explorations » et « Créations », sont venues s’ajouter deux autres : « Chroniques » et « Actualités ».